# マヨール広場 (サラマンカ)
マヨール広場（マヨールひろば、スペイン語: Plaza Mayor de Salamanca）は、メイン広場として建てられた都市空間であり、時間の経過とともにスペインの都市サラマンカの社会生活の中心地になった。1729年から1756年にかけてバロック様式で建てられた。パベジョン・レアルと呼ばれている歴代の王の胸像レリーフが飾ってある棟とサン・マルティン教会側の棟の設計は建築家アルベルト・チュリゲラによるものであり、その後、チュリゲラが亡くなった後は当初の設計はほとんど修正を加えられず、弟子たちによって完成された。19世紀初頭には都市部改造計画で数回に渡ってその姿を変えてきた。そしてついに20世紀半ばには、開放的スペースを確保するため、庭園、中央の野外音楽堂、公衆トイレが取り払われ現在の形になった。重要文化財に指定されたマヨール広場を、ミゲル・デ・ウナムーノは、「四辺の長さは同じではないが、見事に調和している」と評価した。世界遺産「サラマンカ旧市街」の構成遺産になっている。

## 歴史
マヨール広場の元はというと、サラマンカの城壁、旧プエルタ・デル・ソル付近で、商売が行われていた広場があり、それが元になっている。そこにはサン・マルティン教会があったため、15世紀からはサン・マルティン広場として知られていた。この広場は現在のマヨール広場よりもはるかに大きく、現在の広場の約4倍の大きさにもなり、現在の広場だけでなく、中央市場広場やコリージョ広場、そしてサラマンカ出身の詩人ホセ・イグレシアスの名前がついているポエタ・イグレシアス広場も含まれた大きさであり、「キリスト教界で一番大きい広場」とみなされていた。そして、一つの広場で同時に全ての機能（お祭りや市場など）を果たす事ができる広場であった。

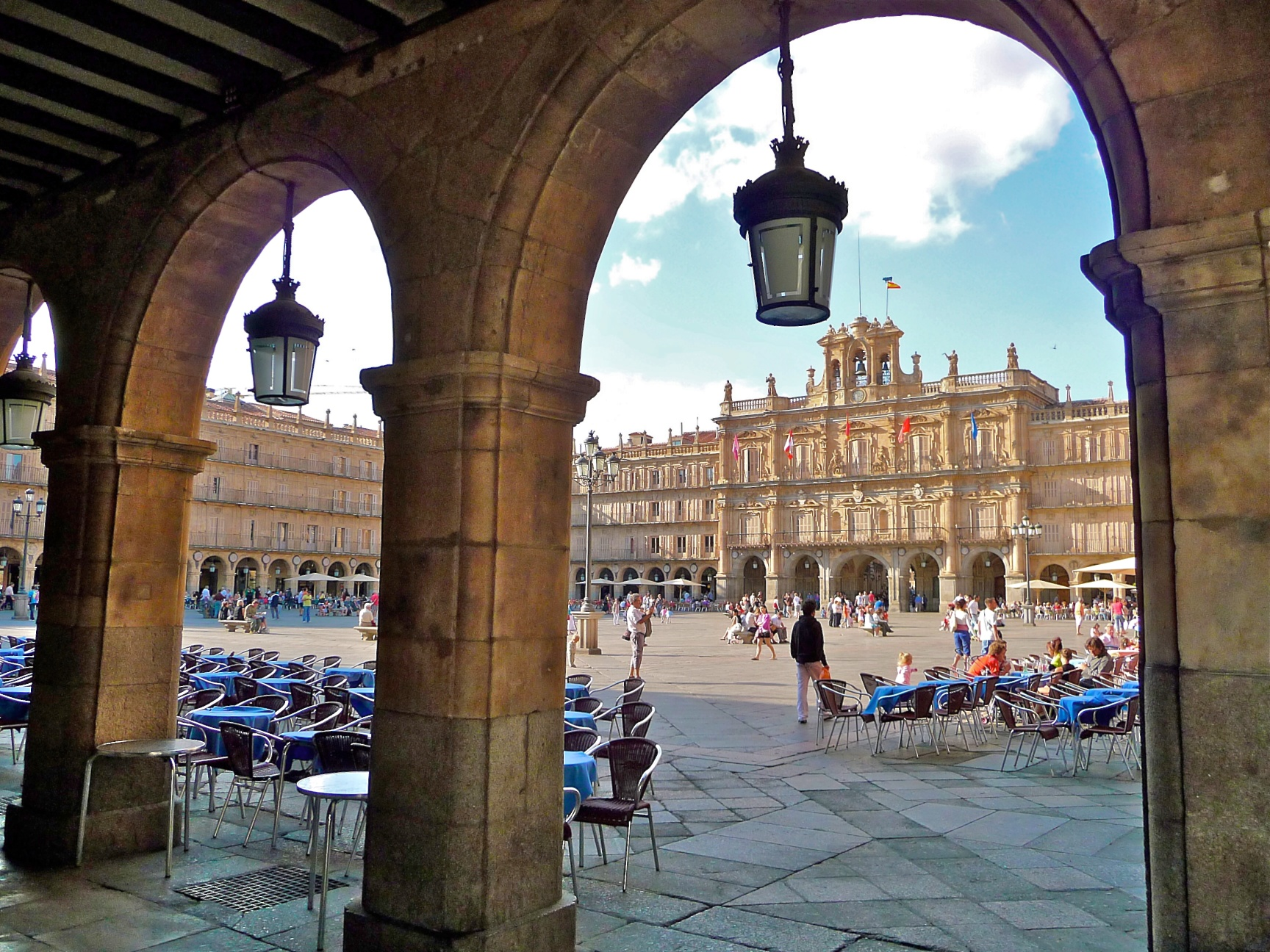
マヨール広場内のアーケード

この建設のアイデアは、アンダルシアの王室代理官であるロドリゴ・カバレロが60歳の時に当時の都市化の風潮に合った調和のある広場の必要性を市議会に説き、納得させ行政努力によって実現したものであった。 1724年には元の広場から分離し、建築家アルベルト・デ・チュリゲラによってマドリード様式の広場が建設され始め、市庁舎がそこに移動し、それによってマヨール広場と格付けされた。チュリゲラが亡くなった後、広場はアンドレス・ガルシア・デ・キニョネスによって1755年に完成した。美的観点から言えば、サラマンカのマヨール広場は、モデルとなったマドリードのマヨール広場より優れている。使用されている材料（黄金色が特徴的なビジャマジョールのフリーストーン）だけでなく、調和があり四方を建物で囲まれ、均整が取れている。当時のマドリードのマヨール広場の建物は現在のものより2階高く、四方が囲まれた形ではなかった。1790年の火災の後に（サラマンカのマヨール広場が完成してから30年以上後のこと）、フアン・デ・ビジャヌエバによってマドリードのマヨール広場は再建された。前述の2階分を取除くことで釣り合いがとれ、サラマンカのマヨール広場と同じように道路につながる角をアーチでつないだ。

### 作品集

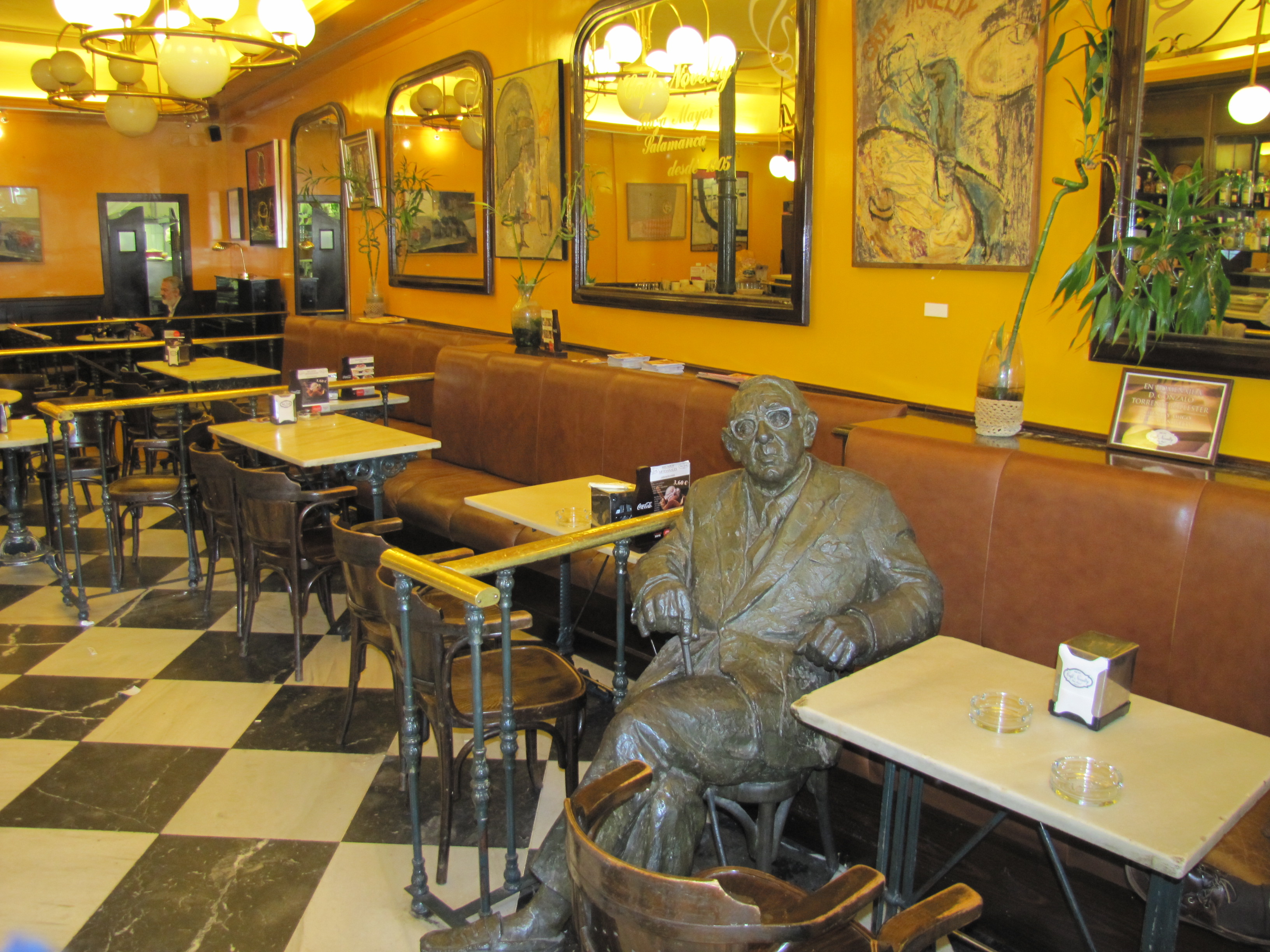
彫刻家フェルナンド・マヨラルの作品、カフェノベルティにあるトレンテ・バジェステルに捧げられた像

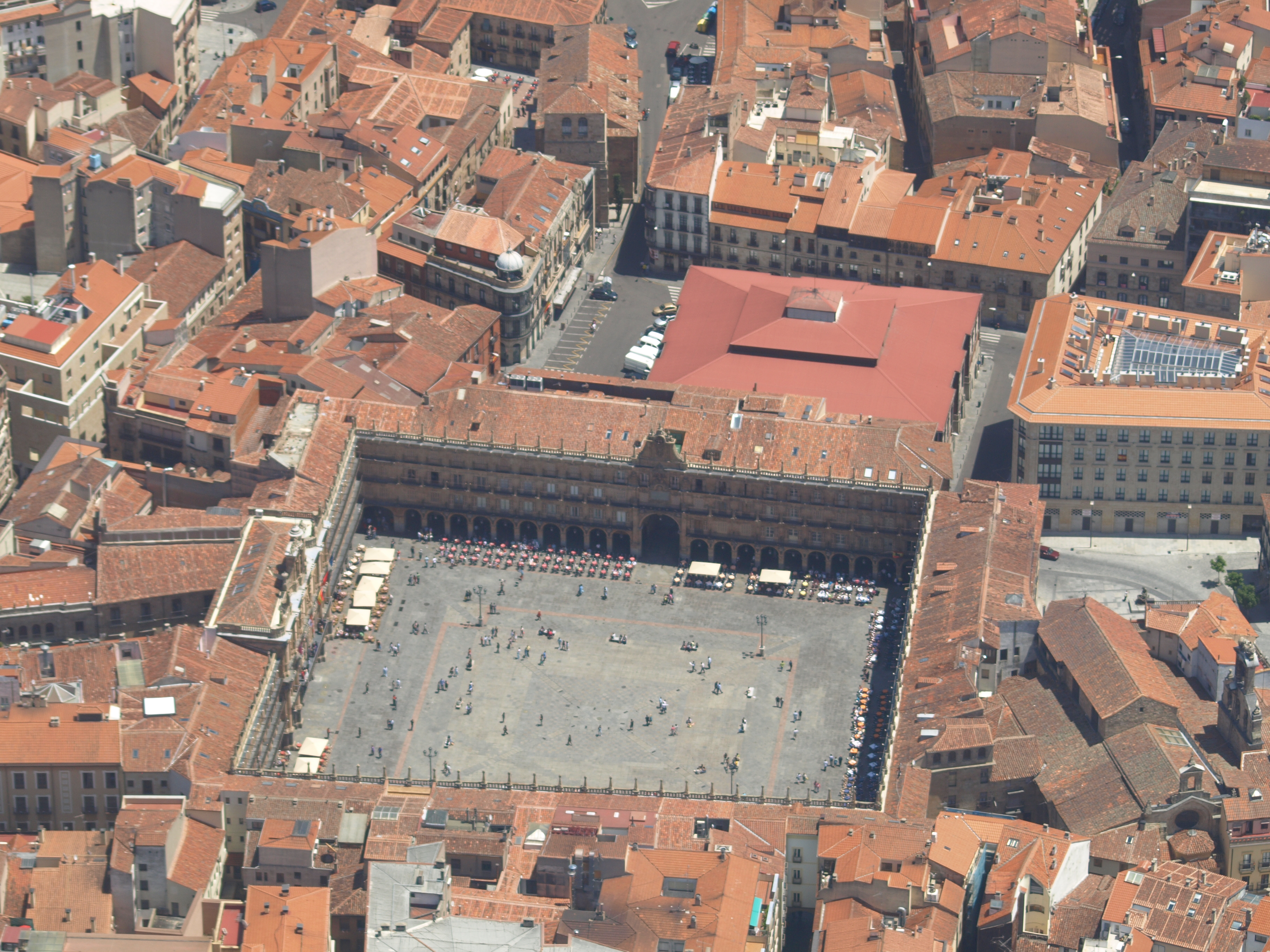
空から見た広場

四方を囲む建物は、四半世紀にわたって3段階に分けて建設された。それらの違いは明白である。最初の段階では、歴代の王の胸像レリーフが飾られているパベジョン・レアルと呼ばれる東側の棟とサン・マルティン教会側の南の棟を1729年から1735年の間に建設した。パベジョン・レアルは非常に重要であった。なぜならば、この建物によって段差のあった元の広場を仕切り縮小し、平らな広場にしたからである。
第2段階は、建設中断となった15年間（1735−1750）である。パベジョン・ペトリネロス（西側）と市庁舎の建物（北側）を建設するのに土地を収用する必要があり、市議会と立ち退きを迫られている家主との間で論争があったため中断された。第3段階で市庁舎とそのファサードがガリシアの建築家フアン・ガルシア・ベルギジャによって建設された（1750-1756）。そして1755年4月29日に広場は四方の建物がつながった。市庁舎は当初の図面通りには完成せず、ファサードの鐘楼は1世紀後（1852年）に取り付けられた。
東側の建物の中央にはパベジョン・レアルがあり、新しい広場の床を水平にするための仕切り壁として機能するものとして、一番初めに建設された。この東側の建物の、アーチの間には歴代のスペイン国王の胸像レリーフのメダイヨンを見る事ができる。他の南北西側の建物のアーチの間には、著名な人物（聖人、賢人、探検家など）の胸像レリーフのメダイヨンがある。
1935年に、「当時のすべての広場の中で最も装飾が美しく、釣り合いが取れていて、調和のあるマヨール広場」であった事から、国の文化財に指定された。

### 現状
現在の敷石（灰色の花崗岩の板石にピンクの花崗岩の模様が入ったもの）は、カルべジノの採石場から切り出された花崗岩で1953年頃に敷かれた。それまでは、中央に園庭があり、ベンチ、木、花壇と共に真ん中には野外音楽堂があった。その周りは石畳の道となっていた。
1973年12月21日に国の歴史芸術記念物として認められ、1974年1月23日にスペイン政府官報に掲載された。 
現在では、マヨール広場は市民の生活の中心であり、社会交勧の場所となっている。そこには市内で最も古く100年の歴史を持つカフェテリアであるカフェ・ノベルティをはじめ、無数のバルやテラスがある。カフェ・ノベルティは、マドリードのカフェ・ヒホンのようなもの（文芸カフェ）で、1905年に開業して以来、市内の作家やアーティストたちが集まっていた。 
広場250周年を記念して、「サラマンカ2005　ヨーロッパのマヨール広場」という文化イベントが企画され、すべての聴衆向けにコンサートや演劇などが上演された。

## 大きさ

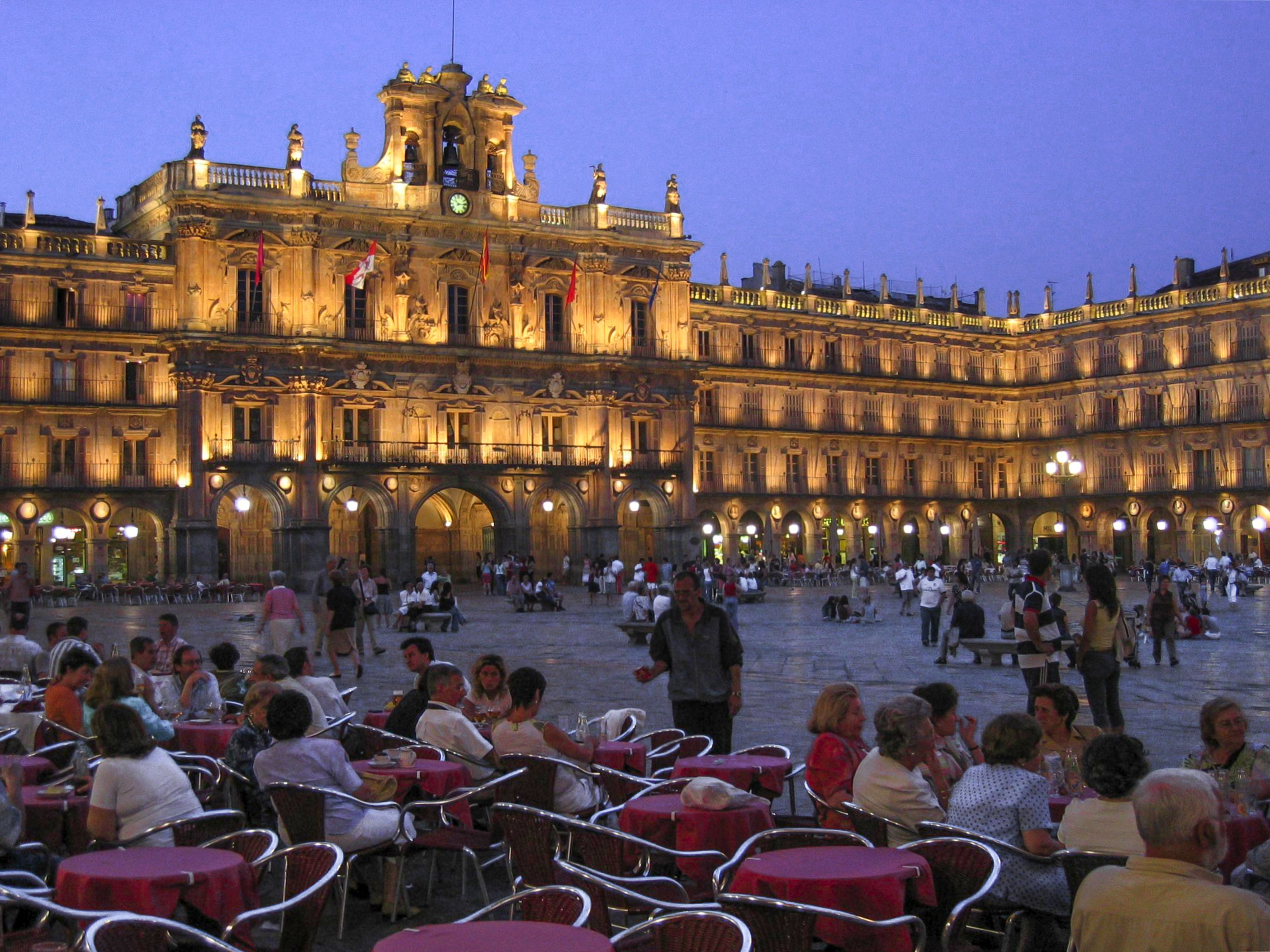
夜のマヨール広場

サラマンカのマヨール広場は完全な正方形ではなく（四辺の長さが異なる四辺形）、そのファサードの寸法はどれも異なっている。市庁舎のファサードは約82.60m、東側のファサード（パベジョン・レアル）は80.60mである。西側のファサードは81.60mで南側（サン・マルティン教会側）は75.69mである。おおよその計算をすると、広場の面積はアーケードを含まずに約6,400m²である。広場には合計で、合計88個の半円形のアーチがあり、そのアーチのスパンドレルにはスペインを代表する人物たちの胸像レリーフのメダイヨンが飾られている。

## 図像が教えるもの
使用されている図像には、18世紀に建設されて以来、何年にもわたって広場の都市開発に強く結びついた歴史がある 。 最もわかりやすい図像の1つは、88個のアーチのペンデンティブに飾られているメダイヨンである。しかし、メインアーチのアーケードや、バルコニーに見られる盾形の紋章や、機能・構造・装飾等建築要素にも歴史がうかがえる。

## 逸話

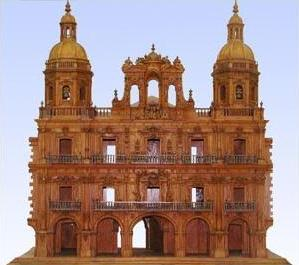
市庁舎の模型

市庁舎は当初の設計通りには完成されなかった。実際には両端に2つの塔が建てられる予定だったが、建築家アンドレス・ガルシア・デ・キニョネスは、現在ある建物部分で塔を支えなければならなかったが、既存の建物部分だけでは二つの塔の重量に耐えうるための条件を満たしていないと判断し、あえて建設しなかったのである。しかし1745年の模型は保存されている。この塔の計画は、キニョネスがラ・クレレシア教会の塔を完成させるために使用した。
中央市場側への出口となる、パベジョン・レアルの棟の最も高いアーチには、次の碑文がある：「ここで1人の女性が亡くなりました。彼女のために神に祈りを捧げてください。 1838年」と刻まれている。